# David Production
David Production Inc. (株式会社デイヴィッドプロダクション, Kabushiki-gaisha Deividdo Purodakushon)  é um estúdio de animação japonesa, anime, subsidiária do canal Fuji TV.

## Estabelecimento
A empresa foi fundada pelo ex-presidente e produtor da Gonzo, Kōji Kajita, e também pelo produtor Taito Okiura em setembro de 2007, após deixarem o estúdio. O primeiro trabalho da nova Incorporação foi como sub-contratante de animação, mas em 2009 a David Production realizou sua primeira animação oficial foi em Ristorante Paradiso, em 8 de abril de 2009.
Em 1º de agosto de 2014, a emissora de televisão Fuji TV adquiriu o estúdio.
O nome da empresa deriva da história bíblica de Davi e Golias, uma história escolhida para representar "'a criação de' boa animação com grandes histórias e personagens", apesar de ser menor do que os outros estúdios. O nome também é uma abreviação de "Design Audio & Visual Illusion Dynamics" (Ilusão Visual Dinâmica e Design de Áudio), que significa animações impactantes do estúdio.

## Produções

### Séries de televisão
| Título                                           | Diretor (es)                                      | Data de início do primeiro episódio | Data de término do último episódio | #        | Ref.          |
| ------------------------------------------------ | ------------------------------------------------- | ----------------------------------- | ---------------------------------- | -------- | ------------- |
| Ristorante Paradiso                              | Mitsuko Kase                                      | 8 de abril de 2009                  | 24 de junho 2009                   | 11       | [ 7 ]         |
| Tatakau Shisho: The Book of Bantorra             | Toshiya Shinohara                                 | 2 de outubro de 2009                | 2 de abril de 2010                 | 27       | [ 8 ]         |
| Level E                                          | Toshiyuki Kato                                    | 11 de janeiro de 2011               | 5 de abril de 2011                 | 13       | [ 9 ]         |
| Ben-To                                           | Shin Itagaki                                      | 9 de outubro de 2011                | 25 de dezembro de, 2011            | 12       | [ 10 ]        |
| Inu × Boku SS                                    | Naokatsu Tsuda                                    | 12 de janeiro de 2012               | 29 de março de 2012                | 12 +OVAs | [ 11 ]        |
| JoJo's Bizarre Adventure                         | Naokatsu Tsuda, Kenichi Suzuki                    | 5 de outubro de 2012                | 5 de abril de 2013                 | 26       | [ 12 ]        |
| Hyperdimension Neptunia                          | Masahiro Mukai                                    | 12 de julho de 2013                 | 27 de setembro de 2013             | 12 +OVAs | [ 13 ] [ 14 ] |
| JoJo's Bizarre Adventure: Stardust Crusaders     | Naokatsu Tsuda, Kenichi Suzuki                    | 4 de abril de 2014                  | 19 de junho de 2015                | 48       | [ 15 ] [ 16 ] |
| JoJo's Bizarre Adventure: Diamond Is Unbreakable | Naokatsu Tsuda, Yūta Takamura, Toshiyuki Kato     | 1 de abril de 2016                  | 23 de dezembro de 2016             | 39 +OVAs | [ 17 ] [ 18 ] |
| Monster Hunter Stories: Ride On                  | Mitsuru Hongo                                     | 2 de outubro de 2016                | 3 de setembro de 2017              | 48       | [ 19 ]        |
| Sagrada Reset                                    | Shinya Kawatsura                                  | 5 de abril de 2017                  | 13 de setembro de 2017             | 24       | [ 20 ]        |
| Captain Tsubasa                                  | Toshiyuki Kato                                    | 2 de abril de 2018                  | 1 de abril de 2019                 | 52       | [ 21 ]        |
| Hataraku Saibou                                  | Kenichi Suzuki                                    | 8 de julho de 2018                  | 29 de setembro de 2018             | 13 +OVA  | [ 22 ] [ 23 ] |
| JoJo's Bizarre Adventure: Golden Wind            | Naokatsu Tsuda, Yasuhiro Kimura, Hideya Takahashi | 5 de outubro de 2018                | 28 de julho de 2019                | 39       | [ 24 ]        |
| Enen no Shouboutai                               | Yuki Yase                                         | 5 de julho de 2019                  | 27 de dezembro de 2019             | 24       | [ 25 ]        |
| Ensemble Stars!                                  | Yasufumi Soejima, Mazakazu Hishida                | 7 de julho de 2019                  | 22 de dezembro de 2019             | 24       | [ 26 ]        |
| Enen no Shouboutai 2                             | Tatsumi Minakawa                                  | 3 de julho de 2020                  | 12 de dezembro de 2020             | 24       | [ 27 ]        |
| Strike Witches: Road to Berlin                   | Kazuhiro Takamura                                 | 7 de outubro de 2020                | 23 de dezembro de 2020             | 12       | [ 28 ]        |
| 2.43: Seiin Kōkō Danshi Volley-bu                | Yasuhiro Kimura                                   | 8 de janeiro 2021                   | 26 de março de 2021                | 12       | [ 29 ]        |
| Hataraku Saibou 2                                | Hirofumi Ogura                                    | 9 de janeiro 2021                   | 27 de fevereiro de 2021            | 8        | [ 30 ]        |
| JoJo's Bizarre Adventure: Stone Ocean            | Kenichi Suzuki, Toshiyuki Kato                    | 1 de dezembro 2021                  | 1 de dezembro de 2022              | _        | [ 31 ]        |
| Urusei Yatsura                                   | Yasuhiro Kimura, Hideya Takahashi                 | 14 de outubro de 2022               | 24 de março de 2023                | 23       | [ 32 ]        |
| Undead Unluck                                    | Yuki Yase                                         | 7 de outubro de 2023                | 23 de março de 2024                | 24       | [ 33 ]        |
| Urusei Yatsura Season 2                          | Yasuhiro Kimura, Hideya Takahashi                 | 12 de janeiro de 2024               | _                                  | _        |               |

### OVAs / ONAs
| Título                               | Diretor (es)                    | Data de início da primeira execução | Data de término do último episódio | # | Ref.   |
| ------------------------------------ | ------------------------------- | ----------------------------------- | ---------------------------------- | - | ------ |
| Dogs: Stray Dogs Howling in the Dark | Tatsuya Abe                     | 19 de maio de 2009                  | 29 de maio de 2009                 | 4 | [ 34 ] |
| Lost Forest                          | Yasufumi Soejima                | 9 de janeiro 2012                   | –                                  | 1 |        |
| Planetarian: Chiisana Hoshi no Yume  | Naokatsu Tsuda                  | 7 de julho de 2016                  | 4 de agosto de 2016                | 5 | [ 35 ] |
| Kishibe Rohan wa Ugokanai            | Toshiyuki Kato Yasufumi Soejima | 20 de setembro de 2017              | 8 de dezembro de 2019              | 4 | [ 18 ] |
| Spriggan                             | Hiroshi Kobayashi               | 2022                                | –                                  | – |        |

### Filmes
| Título                                                                       | Diretor (es)      | Data de lançamento    | Ref.   |
| ---------------------------------------------------------------------------- | ----------------- | --------------------- | ------ |
| Planetarian: Hoshi no Hito                                                   | Naokatsu Tsuda    | 3 de setembro de 2016 | [ 35 ] |
| Hataraku Saibō!!" Saikyō no Teki, Futatabi. Karada no Naka wa "Chō" Ōsawagi! | Hirofumi Ogura    | 5 de setembro de 2020 | [ 36 ] |
| Misaki no Mayoiga                                                            | Shin'ya Kawatsura | 2021                  |        |